# Internationales Menschenrechts-Tribunal

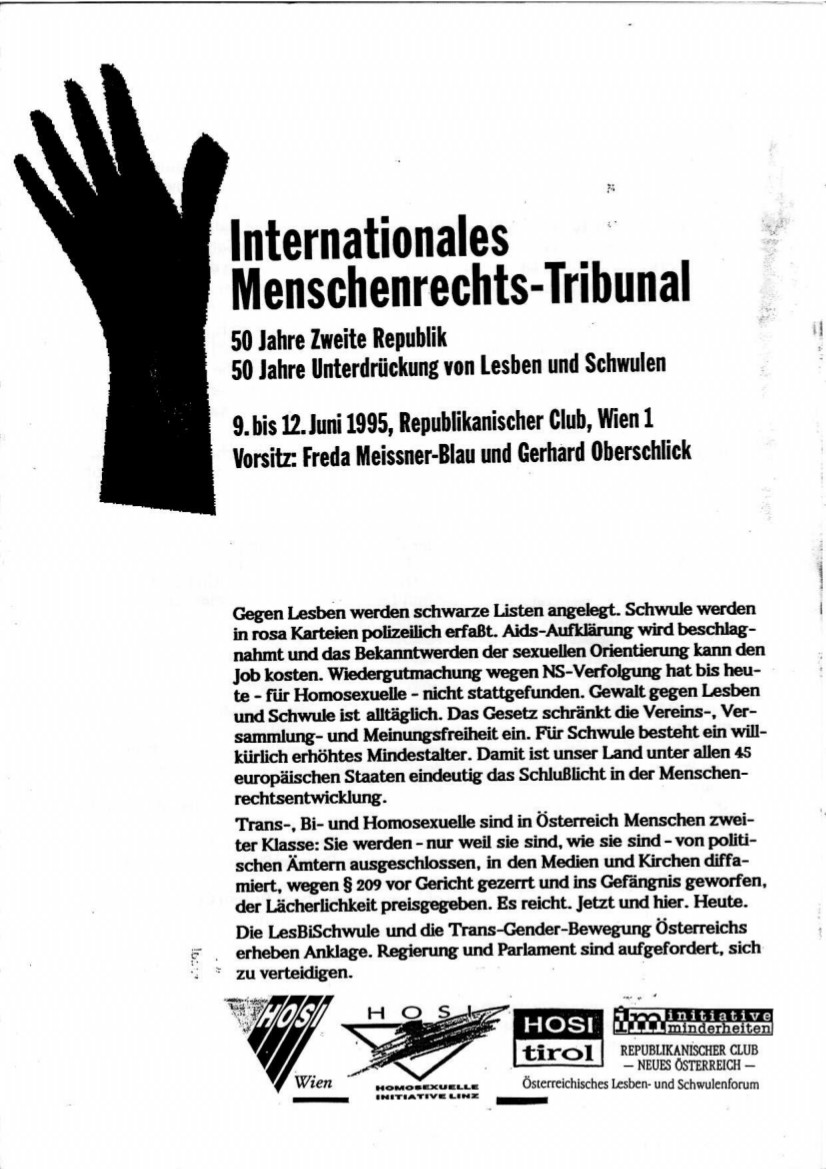
Folder Internationales Menschenrechts-Tribunal: Seite 1, bestehend aus kombiniertem Bild-Text-Logo, Beschreibung und den hauptbeteiligten Organisationen HOSI Wien, HOSI Linz und HOSI Tirol, Initiative Minderheiten, Republikanischer Club – Neues Österreich sowie Österreichisches Lesben- und Schwulenforum, jeweils mit ihrem Logo.

Das Internationale Menschenrechts-Tribunal (IMRT) war eine Veranstaltung der österreichischen LGBT-Bewegung, die vom 9. bis 12. Juni 1995 in Wien stattfand. Eine Reihe von Menschenrechtsorganisationen Österreichs erhob symbolisch Anklage gegen die Republik Österreich wegen der Verfolgung und Diskriminierung von Lesben, Schwulen, Bisexuellen und Transgender-Personen in Österreich von 1945 bis 1995.  Anlass war das 50-Jahre-Jubiläum der Zweiten Republik. Den Vorsitz führten Freda Meissner-Blau, Gründerin der Grünen, und Gerhard Oberschlick, Herausgeber des FORVM. 

## Veranstalter
Hauptveranstalter des Tribunals waren das Österreichische Lesben- und Schwulenforum (ÖLSF) und die Homosexuelle Initiative Wien (HOSI Wien). Neben einigen kleineren Vereinen der LesBiSchwulen und TransGender-Bewegung, politischen und Kulturinitiativen, wie Frauenrechte/Menschenrechte, Velvet Cinema oder Plattform Rotes Wien, wurde das Tribunal gemeinsam mit folgenden Institutionen und Publikationen veranstaltet:
- ACT UP
- An.schläge
- AUF – Eine Frauenzeitschrift
- Evangelische Akademie Wien
- FORVM
- Forum TransGender
- Frauensolidarität
- Grüne Bildungswerkstatt
- Homosexuelle und Kirche Wien
- HOSI Linz, HOSI Tirol
- Initiative Minderheiten
- Internationales Helsinki-Komitee
- Kulturverein Berggasse
- Ludwig Boltzmann Institut für Menschenrechte
- Republikanischer Club – Neues Österreich
- RosaLila PantherInnen Graz

## Das Internationale Komitee
Zur Zeit des Tribunals, im Jahr 1995, bedrohten nach wie vor zwei Strafrechts-Paragrafen jedes öffentliche Auftreten der LGBT-Aktivisten in Österreich: § 220 StGB verfolgte Werbung für Unzucht mit Personen des gleichen Geschlechts und für Unzucht mit Tieren mit bis zu sechs Monaten Gefängnis, § 221 stellte die alle Verbindungen zur Begünstigung gleichgeschlechtlicher Unzucht unter Strafe, ebenfalls mit bis zu sechs Monaten Haft. 
Von Gesetzes wegen hätten daher alle Teilnehmer des Tribunals vor Gericht gestellt und zu Haftstrafen verurteilt werden können. Zu ihrem Schutz richteten die Organisatoren ein internationales Komitee ein, dem folgende Personen beitraten:
Jacques Gaillot, Bischof von Partenia, die Schauspielerin Petra Morzé, der Widerstandskämpfer Georg Scheuer, die Europa-Abgeordneten Mel Read (Großbritannien) und Claudia Roth (Deutschland), der kanadische Politiker Svend Robinson, die österreichischen Parlamentarier Terezija Stoisits und Doris Kammerlander (beide von den Grünen), Irmtraut Karlsson, Elisabeth Pittermann und Annemarie Reitsamer (alle von der Sozialdemokratischen Partei Österreichs), weiters die Schriftsteller Erica Fischer, Kuno Knöbl, Christine Nöstlinger, Gerhard Roth und Ingrid Strobl, der Journalist Reinhard Tramontana, der Umweltexperte Robert Chambers (Frankfurt), die Universitätsprofessorin für Philosophie Herta Nagl-Docekal, die Historikerin Brigitte Bailer-Galanda, der Soziologe Bernd Marin und der Menschenrechtsexperte Manfred Nowak (alle vier aus Wien), der Politikwissenschaftler Anton Pelinka (aus Innsbruck), sowie weitere Professoren aus Moskau, St. Petersburg, Vancouver, Utrecht und Preston. Darüber hinaus beteiligte sich eine Reihe von Menschenrechtsexperten, Publizisten und LGBT-Aktivisten aus Belgien, Dänemark, Frankreich, Niederlande, Norwegen und Peru.

## Senate
Sieben Senate, aus prominenten Persönlichkeiten der österreichischen Zivilgesellschaft zusammengesetzt, widmeten sich je einem Themenbereich des IMRT. Unter anderen beteiligten sich der Theologe Kurt Lüthi, die Philosophen Rudolf Burger und Oliver Marchart, die Schriftsteller Josef Haslinger, Doron Rabinovici und Katharina Riese, die Politiker Friedrun Huemer (Die Grünen) und Volker Kier (Liberales Forum), die Schauspielerin Mercedes Echerer, die Psychotherapeuten Rotraud Perner, Alfred Pritz und Jutta Zinnecker, der Richter Norbert Gerstberger, die Rechtsanwälte Nadja Lorenz, Alfred J. Noll und Richard Soyer, die Kulturwissenschaftler Dieter Schrage und Claus Tieber, die Journalistinnen Trautl Brandstaller und Irene Brickner, der Herausgeber und Schriftsteller Heimrad Bäcker, drei Gewerkschafter, zwei Ärzte, der Sprecher des Nationalratspräsidenten, Bruno Aigner, sowie die Menschenrechtsaktivisten Francesca Ferraris von amnesty international und Martin Schenk von SOS Mitmensch. Die Zusammensetzung der Jury wechselte bei jedem Anklagepunkt – entsprechend dem spezifischen Know-how der Senatsmitglieder. Beispielsweise bestand die Jury für den Anklagepunkt VII. Diskriminierung in der Öffentlichkeit – neben den beiden Vorsitzenden – aus den oben genannten Journalistinnen, den Autoren Bäcker und Haslinger, dem Theologen Lüthi, der Schauspielerin Echerer, der Psychotherapeutin Perner und dem Filmwissenschaftler Tieber.

## Anklage
Christian Michelides – in seiner damaligen Funktion als Vorsitzender des ÖLSF – organisierte die Anklage von Vertretern der LGBT-Bewegung in Österreich, darunter die HOSI-Wien-Aktivisten Gudrun Hauer (als Vertreterin der Frauenzeitschrift AUF), Kurt Krickler und Waltraud Riegler, Roman Fischer sowie die Transgender-Repräsentantin Elisabeth Piesch. Beteiligt waren u. a. auch Gloria G. und Peter Scheucher, sowie als Zeuge der Anklage der Rom und Porajmos-Überlebende Karl Stojka. Die Ankläger trugen Beweise in sieben Bereichen vor:
- Strafrecht und Verfassung
- Personenstand, Familie, Ehe, Lebensgemeinschaft
- Wiedergutmachung für NS-Verfolgung
- AIDS und die sozialen Folgen
- Gefängnis, Psychiatrie, Bundesheer, Polizei, Asyl
- Diskriminierung in der Arbeitswelt
- Diskriminierung in der Öffentlichkeit

Zeugen wurden aufgerufen, um die Vorwürfe zu dokumentieren. Die Zeugen berichteten über polizeiliche Verfolgung, Verhaftung, psychiatrische Behandlung und Elektroschocks, Verlust des Arbeitsplatzes und Demütigung im öffentlichen Raum sowie in geschlossenen Zellen. In jedem der sieben Bereiche wurde die Republik Österreich angeklagt, die Menschenrechte verletzt zu haben und damit die – von ihr unterzeichnete – Allgemeine Erklärung der Menschenrechte, beschlossen von der Generalversammlung der Vereinten Nationen am 10. Dezember 1948 im Palais de Chaillot in Paris, gebrochen zu haben.

## Verteidigung
Eine Verteidigung im eigentlichen Sinn hat nicht stattgefunden, weder der angeklagten Rechtslage noch der behaupteten und gerügten Diskriminierungen in Arbeitswelt und Öffentlichkeit. Am ersten Tag des Tribunals nahm jedoch der Parlamentarier Johannes Jarolim von den regierenden Sozialdemokraten als amicus curiae auf der Anklagebank Platz. Er verteidigte in dieser Rolle die Republik Österreich nicht, sondern erklärte seine Zustimmung zu allen von der Anklage geforderten Änderungen im Strafrecht. Er verwies auf die Weigerung des Koalitionspartners, der Österreichischen Volkspartei, die damals jede Änderung in diesem Bereich blockierte, und versprach, sich aktiv für die Abschaffung der diskriminierenden Strafrechtsparagraphen einzusetzen. Dieser Auftritt Jarolims am 9. Juni 1995 stellte die erste Teilnahme eines aktiven Politikers in einer LGBT-Veranstaltung in Österreich dar. Am folgenden Tag wirkten der Nationalratsabgeordnete des Liberalen Forums Volker Kier sowie die grüne Landtagsabgeordnete Friedrun Huemer im Senat des Tribunals mit.

## Sechs Urteile
Die Republik Österreich wurde in sechs der sieben Anklagepunkte verurteilt. Jedoch stimmte der Senat nicht in allen Einzelheiten den Forderungen der Anklage zu. Beispielsweise beantragte der Chefankläger – in Kapitel I. Strafrecht und Verfassung – die ersatzlose Streichung des Pornographiegesetzes. Der Senat stimmte dieser Forderung nicht zu.

„Lesben und Schwule werden durch völlig veraltete, peinliche und verstaubte Gesetze verfolgt.“

Der siebente Senat beschloss – anstatt eines Urteils – einen „Appell des Tribunals“ an alle Teilnehmer der Öffentlichkeit, den „alltäglichen […] Diskriminierungen […] aufgrund [der] sexuellen Orientierung und erlebten Geschlechtsidentität […] Einhalt zu gebieten und unduldsam entgegenzuwirken“.

„Der Schutz der Privatheit und der Diskriminierungsschutz sind Eckpfeiler jedes freiheitlich-demokratischen Staatswesens.“

## Folgeveranstaltungen
Am 29. Juni 1995 veranstaltete das ÖLSF als Zeichen der Verständigung mit der Politik eine politische Diskussion im Palais Auersperg unter dem Titel Appell an die Vernunft. Es sprachen die Frauenministerin Helga Konrad (SPÖ), die Vorsitzende des Liberalen Forum, Heide Schmidt und die Justizsprecherin der Grünen, Terezija Stoisits. Ulrike Lunacek, Vorstandsfrau des ÖLSF, moderierte diese Veranstaltung, die vom ÖLSF a priori als Gegenstück zum Tribunal konzipiert war und anders als das Tribunal breite Beachtung in Presse und Fernsehen fand. An dieser Veranstaltung nahm als Zuhörer auch der damalige Wiener ÖVP-Obmann Bernhard Görg teil, der in einer Wortmeldung aus dem Publikum heraus unmissverständlich erklärte, dass die ÖVP einer Gleichstellung von lesbischen und schwulen Paaren nicht zustimmen werde.
Am 29. Juni 1996 fand – wiederum veranstaltet vom Österreichischen Lesben- und Schwulenforum – die erste Regenbogenparade statt, die als machtvolle Demonstration für die Gleichberechtigung von Lesben, Schwulen, Bisexuellen und TransGender-Personen angesehen wurde.
Zum 6. Österreichischen Lesben- und Schwulenforum im November 1996 in Dornbirn reisten schließlich die drei Klubobleute von SPÖ, Grünen und Liberalem Forum – Peter Kostelka, Madeleine Petrovic, Heide Schmidt – an und sprachen sich dort im Rahmen der Plena für die Aufhebung der diskriminierenden Strafrechtsparagraphen und die Gleichstellung der Bevölkerungsgruppe aus.
1997 waren neuerlich Planungen für ein 2. Internationale Menschenrechts-Tribunal im Gange, das von einer Regenbogenkoalition veranstaltet, sich gegen Rassismus und Xenophobie wenden sollte.

## Mediale Rezeption (Auswahl)
Vor dem IMRT:
- 27. April 1995 (Ankündigung) in: Wiener Zeitung
- 27. April 1995 (Ankündigung) in: CITY
- 27. April 1995 in: ÖLSF: Internationales Menschenrechtstribunal. Kein Grund zum Feiern: „‚50 Jahre Zweite Republik – 50 Jahre Unterdrückung von Lesben und Schwulen‘ – unter diesem Motto findet vom 9. bis zum 12. Juni ein Internationales Menschenrechtstribunal der österreichischen Lesben- und Schwulenbewegung statt.“ In: Volksstimme, 17/1995, S. 6
- 28. April 1995 (Ankündigung) in: Der Standard
- 7. Juni 1995 in: Freyzeichen (Radiosendung in Ö3): Interview mit Hermes Phettberg, der danach als Zeuge beim Tribunal auftrat
- 9. Juni 1995 (Ankündigung) in: Internationales Menschenrechtstribunal, Ankündigung in: FORVM. Internationale Zeitschrift für kulturelle Freiheit, politische Gleichheit und solidarische Arbeit. XLII. Jahr, Nr. 496–498, Heft April-Juni, S. 53.[18]

Während und nach dem IMRT:
- Juni 1995 in: Bulletin (Zeitschrift des Republikanischen Clubs)
- 10. Juni 1995: Österreich auf der Anklagebank. In: Wiener Zeitung.[19]
- 10. Juni 1995: Tribunal erhebt Anklage gegen Staat. In: Der Standard.[7]
- 12. Juni 1995 in: Radio FM4 – Studiogespräch im  mit Elisabeth Piesch und Kurt Krickler
- 14. Juni 1995 in: Blue Danube Radio – Interview mit Freda Meissner-Blau
- Woche 24/1995 (12.–18. Juni; über die Urteile) in: Volksstimme, CITY und AUF – Eine Frauenzeitschrift
- 21. Juni 1995 in: Phettbergs Predigtdienst in der Wochenzeitung Falter
- 22. Juni 1995 in: Radio Ö1 – Im Gespräch mit Peter Huemer
- Juli 1995 in: Kurt Krickler: Internationales Menschenrechtstribunal. 1945–1995: Unterdrückung von Lesben und Schwulen in Österreich. In: LAMBDA-Nachrichten, Heft 3/1995: 6-seitiger Bericht über das Tribunal mit fünf Fotos (darunter Manfred Nowak bei der Urteilsverkündung).

## Änderungen der Rechtslage seit 1997
LGBT-Bewegung und Zivilgesellschaft formulierten u. a. in dem symbolischen Tribunal die langjährigen Anliegen der betroffenen Bevölkerungsgruppe in konzise zusammenfassenden Forderungen mit Zustimmung aller mitwirkenden Nationalrats- und Landtagsabgeordneten von SPÖ und den Grünen.
In den Folgejahren wurde die einschlägige österreichische Gesetzeslage umgestaltet.
- 1997: Aufhebung der Paragrafen § 220 (Werbung für Unzucht mit Personen des gleichen Geschlechtes oder mit Tieren) und § 221 (Verbindungen zur Begünstigung gleichgeschlechtlicher Unzucht) StGB, außer Kraft getreten am 28. Februar 1997.[21]
- 1998: Änderung der StPO, wonach gleichgeschlechtliche Partner ein Aussageverweigerungsrecht eingeräumt bekommen
- 2002: Das unterschiedliche Schutzalter (§ 209 StGB) von 18 Jahren für schwule Beziehungen gegenüber 14 Jahren für heterosexuelle Beziehungen für lesbische Beziehungen wurde vom VfGH als verfassungswidrig aufgehoben (außer Kraft getreten am 13. August 2002, BGBl. I Nr. 134/2002). Anstelle dessen wurde mit § 207b StGB ein Ersatzparagraf geschaffen und ein für alle sexuellen Orientierungen gleich neues Schutzalter von 16 Jahren geschaffen (in Kraft getreten am 14. August 2002, BGBl. I Nr. 134/2002).
- 2003: Löschung aller Aufzeichnungen über Verurteilungen nach dem früheren § 209 StGB aus den polizeilichen Datenspeichern
- 2004: Sexuelle Orientierung inkludiert in das Antidiskriminierungs-Gesetz
- 2005: Homosexuelle als Opfergruppe des Nazi-Regimes anerkannt
- 2009: Geschlechtsangleichende Operationen nicht länger Voraussetzung für den Geschlechtswechsel in den Personaldokumenten (erzwungen über eine höchstgerichtliche Entscheidung)
- 2009: Aufhebung von Verurteilungen des NS-Regimes wegen Homosexualität ermöglicht
- 2010: Einführung der Eingetragenen Partnerschaft für lesbische und schwule Paare

Mit diesen Änderungen hat die Republik Österreich ihre Rechtslage auch – und nicht zuletzt vielfach wegen – der Judikatur des Europäischen Gerichtshofes für Menschenrechte sowie der österreichischen Höchstgerichte Verwaltungsgerichtshof und Verfassungsgerichtshof sukzessive angepasst.